# 佩迪度河
佩迪度河（英語：Perdido River）意為「迷失之河」，是一條長65.4英里（105.3公里）的河流，其流經美國阿拉巴馬州和佛羅里達州，佩迪度河是佛羅里達州傑出水域的河流，最終注入墨西哥灣。19世紀初，佩迪度河在法國、西班牙、英國和美國之間一系列的邊界爭端中發揮了核心作用。
它發源於阿拉巴馬州西南部的艾斯康比亞郡，距離阿特莫爾西北約13公里（8英里）。它向南流約5英里（8公里）至北緯31°，在北緯31°以南形成阿拉巴馬州/佛羅里達州邊界的其餘部分。它大致呈東南偏東方向流動，進入佩爾迪多灣北端，位於彭薩科拉以西約10英里（16公里）處。